# 博尔特城堡
博爾特城堡（英語：Boldt Castle）是坐落位于美加边境千岛群岛地区心島之上的一座城堡。该城堡由美国旅店业大亨乔治·博尔特于1900年起兴建，但未能完工。该城堡现由美国的千島橋梁管理局修缮和管理。

## 历史
乔治·博尔特于1851年出生于波罗的海吕根岛，年少时移民美国。白手起家成为美国的旅店业大亨，拥有紐約華爾道夫酒店和费城贝尔维尤-斯特拉特福德酒店。
乔治·博尔特期望营建一座城堡以作为送给妻子露易丝的礼物。他选址于千岛群岛的哈特岛（Hart Island），用挖土机把岛屿改造成了心形，并以谐音重命名为心島（Heart Island）。1900年城堡开工建设。1904年其妻子逝世，乔治·博尔特下令城堡停工，此时城堡已建成大部。
1916年乔治·博尔特逝世。1925年，城堡被出售给糖果商人爱德华·J·诺布尔。博爾特城堡在此期间逐渐荒废，鲜有维护，当地旅行社开设了游船线路，供游客参观荒废的城堡。
1977年，诺布尔基金会将该城堡赠予千島橋梁管理局。千島橋梁管理局自此开始修缮城堡。千島橋梁管理局投入了大笔资金，修复了大部分建筑。如今，博爾特城堡于每年5月至10月期间对游客开放，是千岛群岛地区夏季的重要旅游景点。根据统计数据，2014至2015年期间游客总数达到16万人，其中8月份的游客量高峰可达8万人。

## 图片集

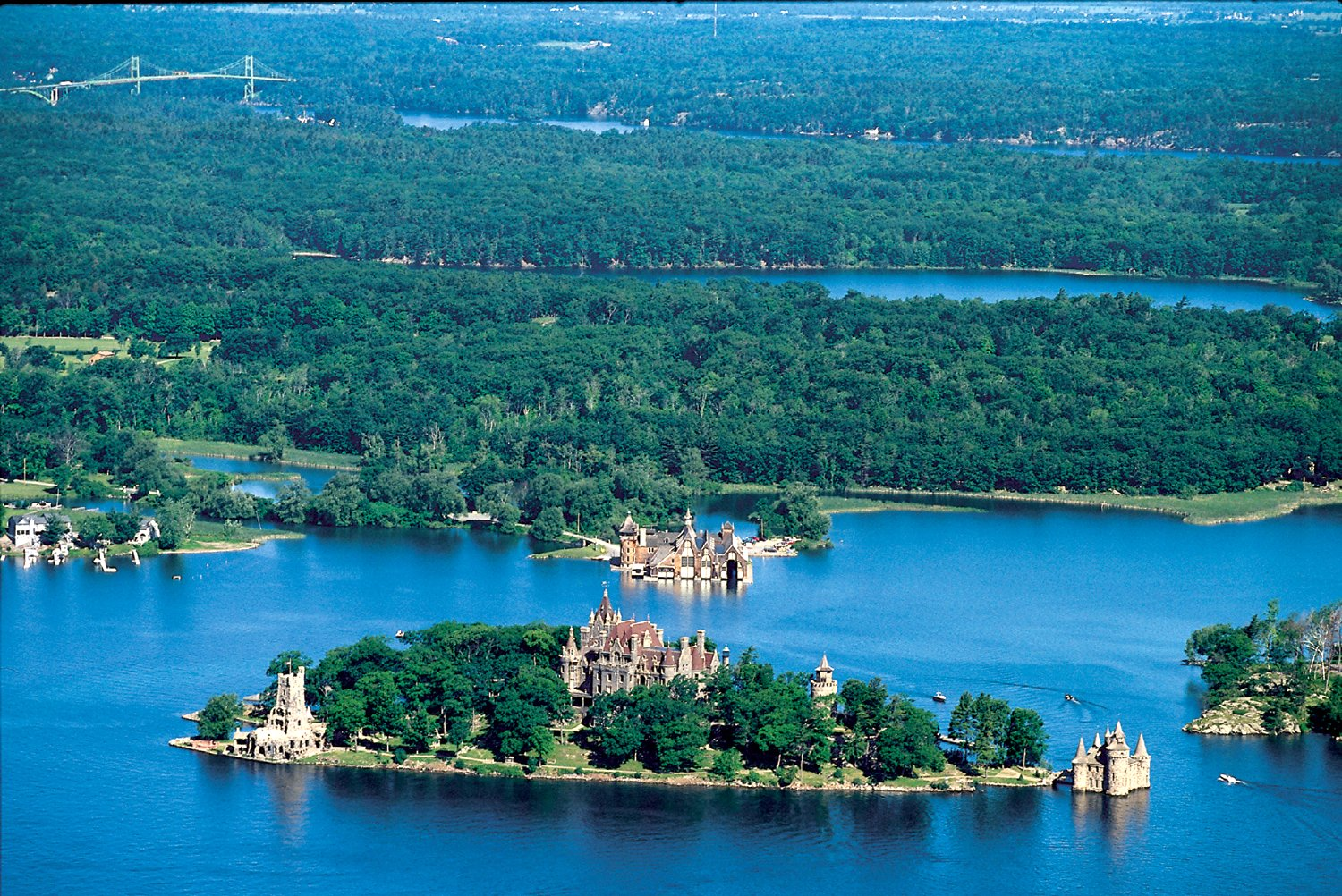
博尔特城堡和心岛的空拍
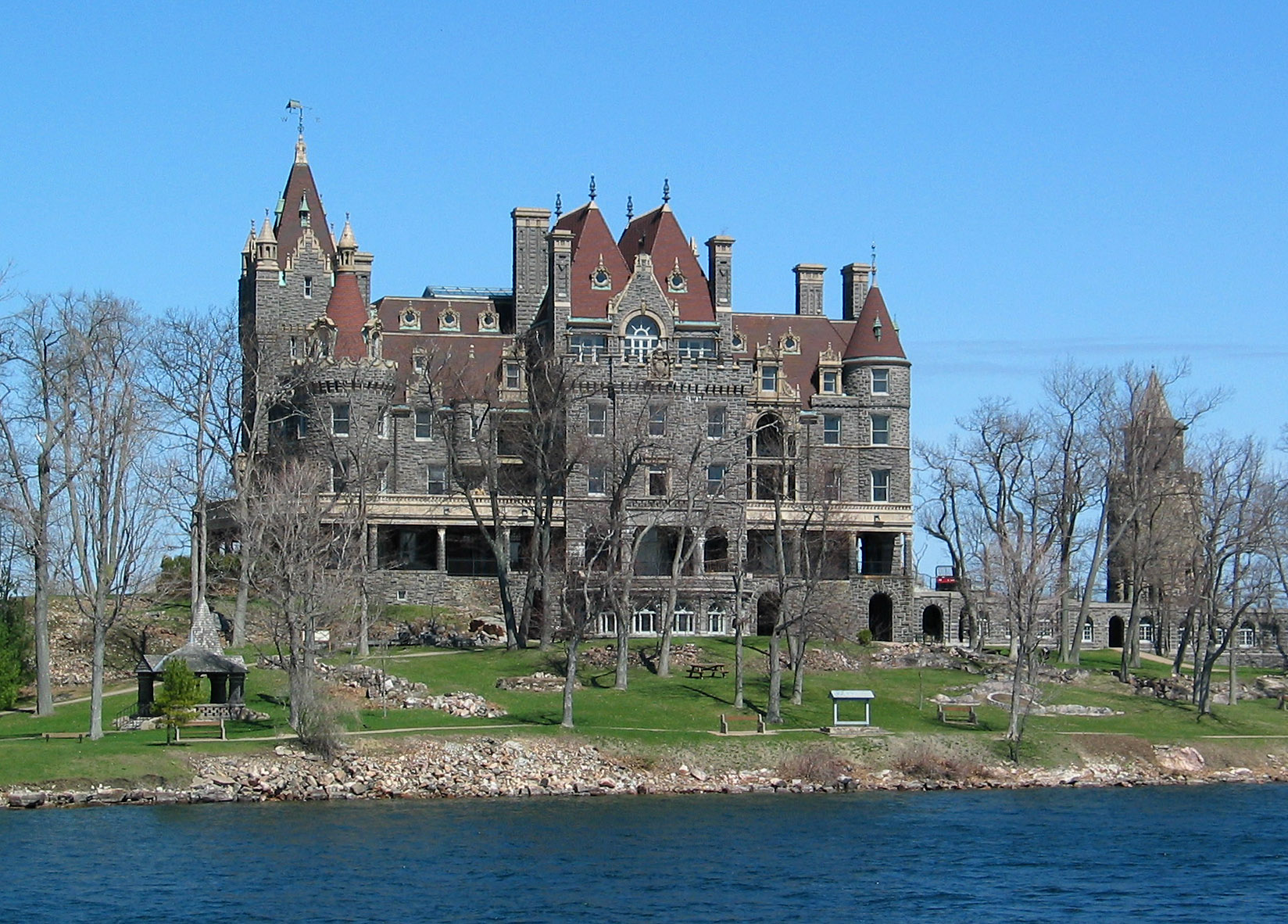
城堡主体建筑
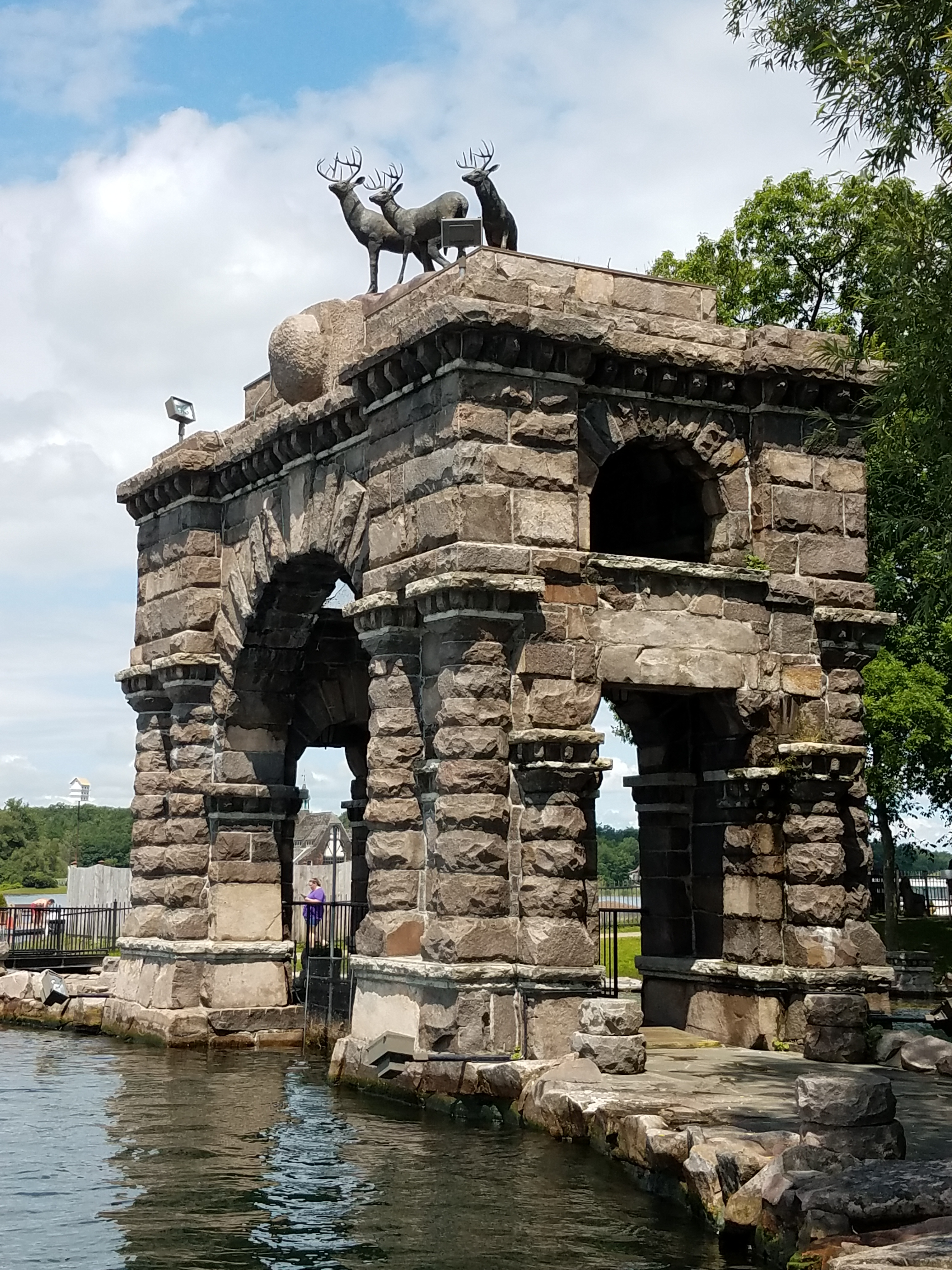
城堡的水门
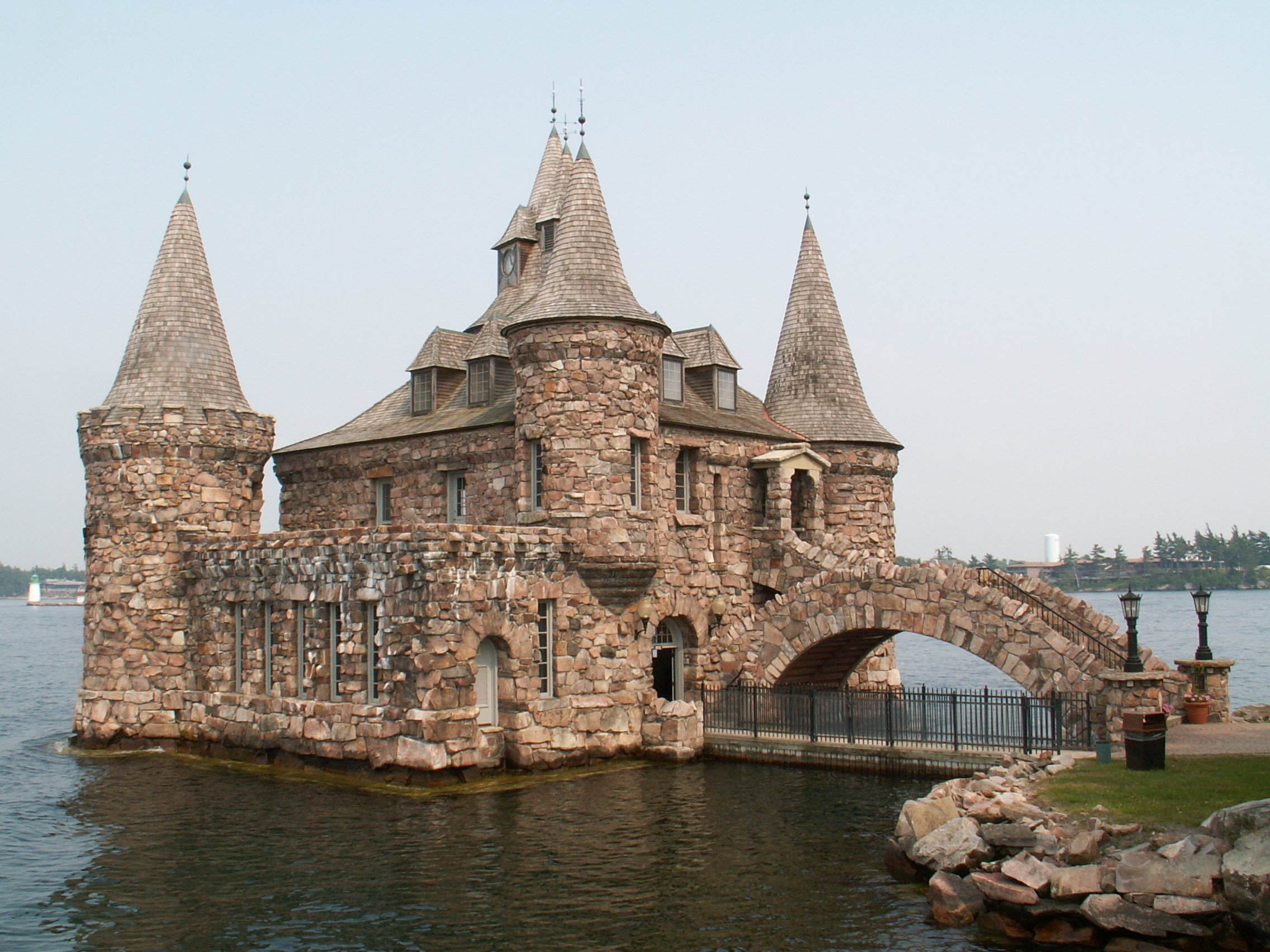
城堡的发电屋